# لی کیونگ می
لی کیونگ می (کره‌ای: 이경미؛ تلفظ کره‌ای: [igjʌngmi]؛ زادهٔ دسامبر ۱۹۷۳) کارگردان فیلم، و فیلم‌نامه‌نویس اهل کره جنوبی است.

## زندگی شخصی
لی کیونگ می در سال ۲۰۱۸ با پیرس کنران، روزنامه‌نگار فیلم و تهیه‌کنندهٔ ایرلندی-سوئیسی که از سال ۲۰۱۲ در سئول ساکن بوده‌است، ازدواج کرد.